# Aulus Postumius Albinus Regillensis
Aulus Postumius Albinus Regillensis war ein römischer Politiker und Feldherr in der Frühzeit der römischen Republik.
Aulus Postumius gehörte der gens Postumia an, einer während der gesamten republikanischen Zeit bedeutenden patrizischen Familie, die besonders im 5. und 4. vorchristlichen Jahrhundert zu den politisch führenden gentes zählte. Er war einer der sechs patrizischen Konsulartribunen (tribunus militum consulari potestate), die im Krisenjahr 397 v. Chr. – Kampf gegen Veji und heraufziehende Gefahr durch die Gallier – anstelle ordentlicher Konsuln gewählt wurden. Allerdings mussten die Gewählten noch während ihrer Amtszeit ihre Ämter  aufgeben und abdanken, weil sie vitio creati waren, das heißt, bei ihrer Wahl hatte ein Formfehler – ein vitium –, konkret ein Verstoß gegen religiöse Formvorschriften bei den Augurien vorgelegen oder zumindest war das Vorliegen eines solchen behauptet worden. Aulus Postumius wurde im Jahre 381 v. Chr. erneut zum Konsulartribunen gewählt, wieder mit ausschließlich patrizischen Kollegen, darunter seinem Vetter Lucius Postumius Albinus Regillensis.